# Shokoku-ji
Shokoku-ji, formeel bekend als "Mannen-zan Shokoku Shoten Zenji", is een boeddhistische tempel in het noorden van Kyoto, gesticht in 1382 door Ashikaga Yoshimitsu. Het is een van de veertien autonome afdelingen van de Rinzai-school van het Japanse zenboeddhisme. Tegenwoordig fungeert de tempel als hoofdkwartier van de Shokoku-ji-afdeling met ruim 90 geaffilieerde tempels, waaronder de bekende Kinkaku-ji en Ginkaku-ji in Kyoto.

## Het boeddhistisch centrum
In 1383 werd de zenmeester Shun'oku Myoha erkend als de stichtende abt. Maar Myoha stond erop dat zijn meester, Muso Soseki, postuum deze eer kreeg. De formele beslissing omtrent deze postume eer werd verkondigd in 1385.
Voor een korte periode in 1392 werd de Shokoku-ji voor het eerst in gebruik genomen door de "Gozan" of "de vijf grote zen-tempels van Kyoto". Het was de tweede in rang binnen dit systeem gedurende de middeleeuwen.

## Geschiedenis
Shokoku-ji werd gesticht in het midden van de Heian-periode. De bouw van de structuren van de centrale tempel begon in 1383 en het gehele tempelcomplex werd ingewijd in 1392.
In de achtste maand van het derde jaar van "meitoku" organiseerde Yoshimitsu een groot banket dat werd bijgewoond door alle belangrijkste officieren van het keizerlijke hof en de militaire leiders van die periode. De pracht en praal van de ceremonie zou die van het keizerlijke evenement evenaren.
Het tempelcomplex werd in 1394 geheel door brand verwoest, maar de wederopbouw gefinancierd door Yoshimitsu volgde snel. Dit tempelcomplex is verschillende keren door de eeuwen heen herbouwd geweest, onder andere vaak gedurende de Onin-oorlog.
Na de Muromachiperiode werd Shokoku-ji ondersteund door verschillende nationale leiders zoals Toyotomi Hideyoshi, zijn zoon Toyotomi Hideyori en Tokugawa Ieyasu die allen geholpen hebben door het financieren van verschillende herstellingsprojecten van de tempel.
- Hideyori financierde in 1605 de herstellingen van de "hatto" (Dharma-hal). Dit bouwwerk, aangewezen als belangrijk Japans cultuurgoed, is meteen ook het oudste gebouw van Japan in zijn soort.
- Ieyasu doneerde de "Sanmon" (bergpoort) in 1609.
- Keizer Go-Mizunoo doneerde een keizerlijk paleisgebouw dat moest dienen als "keisando" (oprichtershal).

Ook andere gebouwen werden herbouwd in deze periode. Een uitzondering hierop vormt de hatto uit de 17de eeuw. Dit tempelcomplex was grotendeels verwoest door de grote brand van 1788.